# Берт Ланкастер
Бертон Сті́вен «Берт» Ла́нкастер (англ. Burton Stephen "Burt" Lancaster; 2 листопада 1913 — 20 жовтня 1994) — один з найуспішніших акторів в історії американського кіно, володар премії «Оскар» (1960) та призу Венеційського фестивалю (1962). Похований на кладовищі Вествуд.

## Біографія
Народився 2 листопада 1913 року в Нью-Йорку в сім'ї поштового службовця Джеймса Ланкастера. Маючи високий зріст і незвичайну фізичну силу, добре грав у бейсбол. Вступив до коледжу, вирішивши стати викладачем фізкультури, але був відрахований з другого курсу і влаштувався працювати в цирк акробатом. Там в 1935-1938 роках він працював в парі з Ніком Краватом, який пізніше також став актором кіно і телебачення, каскадером.
Циркова кар'єра Ланкастера закінчилася в 1941 році, коли він сильно пошкодив праву руку. Пішов працювати контролером у великий чиказький універсам, потім перейшов на роботу в нью-йоркське концертне бюро. Призваний на фронт після початку Другої світової війни, виступав з естрадною бригадою, яка розважала американських солдатів у Північній Африці, Італії та Австрії.
Після закінчення війни випадково познайомився в Нью-Йорку з асистентом театрального продюсера, якому для бродвейського спектаклю «Звуки полювання» потрібен був високий і стрункий актор на роль військового. Хоча п'єса провалилася, кінокритики доброзичливо відгукнулися про дебютанта, і він отримав одразу сім пропозицій зніматися в кіно. За порадою імпресаріо початківець актор вирішив зіграти поліцейського в кримінальній драмі «Лють пустелі». Попри те, що роль Ланкастеру не вдалася, його помітили інші режисери і продюсери.
У 1946 році зіграв у класичному чорному фільмі «Вбивці» режисера Роберта Сьодмака, після якого грав у подібному фільмі «Хрест-навхрест» (1949) і мелодрамі «Вибачте, помилилися номером» (1948).
У 1950 році була вдала роль «італійського Робін Гуда» XII століття Дардо Бартоллі в костюмно-пригодницькій картині Жака Турнера «Вогонь і стріла». Циркове минуле допомогло Ланкастеру виконати в цій картині ряд запаморочливих акробатичних трюків.
У 1954 році він несподівано для багатьох виконав роль індіанця Масана в пригодницькій картині Роберта Олдріча «Апач». Захоплююча пригодницька історія, поставлена за романом Пола Велмена «Апач Бронко», насичена трюками і погонями, стала однією з перших стрічок у світовому кінематографі, що розповідають про пригноблення білими американцями корінного населення Сполучених Штатів.
У 1954 році Ланкастер за участю продюсера Гарольда Гекта (пізніше до них приєднався продюсер Джеймс Гіл) заснував власну студію «Hill-Hecht-Lancaster Productions», приклавши тим самим руку до розвалу класичної студійної системи Голлівуду. Основним завданням студії Ланкастера була демонстрація різних сторін його таланту, і він грав у фільмах всіх жанрів — від ковбойських вестернів до слізних мелодрам. Студія проіснувала до 1960 року.
За роль у фільмі «Відтепер і на віки вічні» (1953) Ланкастер був номінований на премію «Оскар». Сцена, в якій він пристрасно цілує партнерку в хвилях набігаючого гавайського прибою, стала однією з найвідоміших в історії Голлівуду і зробила Ланкастера справжнім секс-символом.
Аби не залишатися в полоні цього типажу, актор починає багато працювати з європейськими режисерами, особливо Лукіно Вісконті та Бернардо Бертолуччі. Чи не найяскравішу свою роль — сицилійського аристократа на прізвисько «Леопард» — Ланкастер зіграв у Вісконті в однойменному фільмі, відзначеному «Золотою пальмовою гілкою».
Взяв участь у роботі над 3-ю серією документального фільму «Велика Вітчизняна» (The Unknown War) як ведучий коментатор.
Останніми помітними роботами в кіно стали ролі британського полковника Ентоні Дернфорда в історичному бойовику Дугласа Гікокса «Світанок зулусів» (1979) і авантюриста «на пенсії» Лу Паскаля у фільмі Луї Маля «Атлантик-Сіті» (1981) (номінований на «Оскара»).

## Фільмографія

### Актор
| Рік  |    | Українська назва                       | Оригінальна назва                                              | Роль                                |
| ---- | -- | -------------------------------------- | -------------------------------------------------------------- | ----------------------------------- |
| 1946 | ф  | Убивці                                 | The Killers                                                    | Оле «Шведа» Андерсон                |
| 1947 | ф  | Груба сила                             | Brute Force                                                    | Джо Коллінз                         |
| 1947 | ф  | Лють пустелі                           | Desert Fury                                                    | Том Гансон                          |
| 1947 | ф  | Дівчина з вар'єте                      | Variety Girl                                                   | Берт Ланкастер                      |
| 1948 | ф  | Я завжди самотній                      | I Walk Alone                                                   | Френкі Медісон                      |
| 1948 | ф  | Всі мої сини                           | All My Sons                                                    | Кріс Келлер                         |
| 1948 | ф  | Вибачте, Ви помилилися номером         | Sorry, Wrong Number                                            | Герні Стівенсон                     |
| 1948 | ф  | Поцілунками витри кров з моїх рук      | Kiss the Blood Off My Hands                                    | Білл Сондерс                        |
| 1949 | ф  | Хрест навхрест                         | Criss Cross                                                    | Стів Томпсон                        |
| 1949 | ф  | Піщана мотузка                         | Rope of Sand                                                   | Майк Девіс                          |
| 1950 | ф  | Вогонь і стріла                        | The Flame and the Arrow                                        | Дарбо Бартолі                       |
| 1950 | ф  | Містер 880                             | Mister 880                                                     | Стів Б'юкенен                       |
| 1951 | ф  | Долина помсти                          | Vengeance Valley                                               | Оуен Дейбрігт                       |
| 1951 | ф  | Джим Торп: Справжній американець       | Jim Thorpe -- All-American                                     | Джим Торп                           |
| 1951 | ф  | Десять високих чоловіків               | Ten Tall Men                                                   | Сержант Майк Кінкейд                |
| 1952 | ф  | Червоний корсар                        | The Crimson Pirate                                             | капітан Валло                       |
| 1952 | ф  | Повернись, малятко Шеба                | Come Back, Little Sheba                                        | Док Делані                          |
| 1953 | ф  | Жінка південних морів                  | South Sea Woman                                                | майстер-сержант Джеймс О'Герн       |
| 1953 | ф  | Звідси ‒ у вічність                    | From Here to Eternity                                          | сержант Мілтон Ворден               |
| 1953 | ф  | Три моряки і дівчина                   | Three Sailors and a Girl                                       | моряк                               |
| 1954 | ф  | Господар острова О'Кіф                 | His Majesty O'Keefe                                            | капітан Девід О'Кіф                 |
| 1954 | ф  | Апач                                   | Apache                                                         | Масай                               |
| 1954 | ф  | «Вера Крус»                            | Vera Cruz                                                      | Джо Ерін                            |
| 1955 | ф  | Людина з Кентуккі                      | The Kentuckian                                                 | Еліас Вейкфілд                      |
| 1955 | ф  | Татуйована троянда                     | The Rose Tattoo                                                | Альваро Маніакавалло                |
| 1956 | ф  | Трапеція                               | Trapeze                                                        | Майк Рібл                           |
| 1956 | ф  | Продавець дощу                         | The Rainmaker                                                  | [Білл Старбак                       |
| 1957 | ф  | Перестрілка в О.К. Коррал              | Gunfight at the O.K. Corral                                    | Вайатт Ерп                          |
| 1957 | ф  | Солодкий запах успіху                  | Sweet Smell of Success                                         | Джей Джей Гансекер                  |
| 1958 | ф  | Йти тихо, йти глибоко                  | Run Silent Run Deep                                            | лейтенант Джим Бледсо               |
| 1958 | ф  | За окремими столиками                  | Separate Tables                                                | Джон Малкольм                       |
| 1959 | ф  | Учень диявола                          | The Devil's Disciple                                           | преподобний Ентоні Андерсон         |
| 1960 | ф  | Непрощена                              | The Unforgiven                                                 | Бен Захарій                         |
| 1960 | ф  | Елмер Гантрі                           | Elmer Gantry                                                   | Елмер Гантрі                        |
| 1961 | ф  | Молоді дикуни                          | The Young Savages                                              | Генк Белл                           |
| 1961 | ф  | Нюрнберзький процес                    | Judgment at Nuremberg                                          | доктор Ернст Дженінгс               |
| 1962 | ф  | Птахолов з Алькатраса                  | Birdman of Alcatraz                                            | Роберт Франклін Страуд              |
| 1963 | ф  | Дитина чекає                           | A Child Is Waiting                                             | доктор Метью Кларк                  |
| 1963 | ф  | Леопард                                | Il gattopardo                                                  | князь дон Фабріціо Саліна           |
| 1963 | ф  | Список Едріана Месенджера              | The List of Adrian Messenger                                   | протестувальник                     |
| 1964 | ф  | Сім днів у травні                      | Seven Days in May                                              | генерал Джеймс Скотт                |
| 1964 | ф  | Поїзд                                  | The Train                                                      | Лабіш                               |
| 1965 | ф  | Стежка Алілуя                          | The Hallelujah Trail                                           | полковник Тадеус Герхарт            |
| 1966 | ф  | Професіонали                           | The Professionals                                              | Білл Долуорт                        |
| 1967 | кф | Всі про людей                          | All About People                                               | оповідач                            |
| 1968 | ф  | Мисливці за скальпами                  | The Scalphunters                                               | Джо Басс                            |
| 1968 | ф  | Плавець                                | The Swimmer                                                    | Нед Меррілл                         |
| 1969 | ф  | Охорона замку                          | Castle Keep                                                    | майор Абрахам Фальконер             |
| 1969 | ф  | Шовкопряд                              | The Gypsy Moths                                                | Майк Реттиг                         |
| 1970 | ф  | Аеропорт                               | Airport                                                        | Мел Бекерсфілд                      |
| 1971 | ф  | Представник закону                     | Lawman                                                         | Беннок Маршал Джаред Меддокс        |
| 1971 | ф  | Вальдес йде                            | Valdez Is Coming                                               | Вальдес                             |
| 1972 | ф  | Рейд Ульзаны                           | Ulzana's Raid                                                  | Макінтош                            |
| 1973 | ф  | Скорпіон                               | Scorpio                                                        | Крос                                |
| 1973 | ф  | Привести у виконання                   | Executive Action                                               | Джеймс Фаррингтон                   |
| 1974 | ф  | Людина півночі                         | The Midnight Man                                               | Джим Слейд                          |
| 1974 | ф  | Сімейний портрет в інтер'єрі           | Gruppo di famiglia in un interno                               | професор                            |
| 1974 | тф | Мойсей                                 | Moses the Lawgiver                                             | Мойсей                              |
| 1976 | тф | Перемоги в Ентеббе                     | Victory at Entebbe                                             | Шимон Перес                         |
| 1976 | ф  | Двадцяте століття                      | Novecento                                                      | Альфредо Берлінгьері                |
| 1976 | ф  | Баффало Білл і індіанці                | Buffalo Bill and the Indians, or Sitting Bull's History Lesson | Нед Бантлайн                        |
| 1976 | ф  | Переправа Кассандри                    | The Cassandra Crossing                                         | полковник Стівен Маккензі           |
| 1977 | ф  | Останній відблиск сутінків             | Twilight's Last Gleaming                                       | генерал Лоуренс Делл                |
| 1977 | ф  | Острів доктора Моро                    | The Island of Dr. Moreau                                       | Доктор Моро                         |
| 1978 | ф  | Розкажи спартанцям                     | Go Tell the Spartans                                           | майор Аса Баркер                    |
| 1979 | ф  | Світанок зулусів                       | Zulu Dawn                                                      | полковник Дарнфорд                  |
| 1980 | ф  | Атлантик-Сіті                          | Atlantic City                                                  | Лу                                  |
| 1981 | ф  | Скотарка Енні і маленькі штани         | Cattle Annie and Little Britches                               | Білл Дулін                          |
| 1981 | ф  | Шкіра                                  | La pelle                                                       | генерал Марк Кларк                  |
| 1982 | с  | Життя Верді                            | Verdi                                                          | оповідач                            |
| 1982 | с  | Марко Поло                             | Marco Polo                                                     | Теобальд Вісконті - Папа Григорій X |
| 1983 | ф  | Місцевий герой                         | Local Hero                                                     | Фелікс Гаппер                       |
| 1983 | ф  | Вихідні Остермана                      | The Osterman Weekend                                           | Максвелл Денфорт                    |
| 1985 | ф  | Невеликий скарб                        | Little Treasure                                                | Делберт Тешмашер                    |
| 1985 | тф | Скандальна хроніка                     | Scandal Sheet                                                  | Гарольд Фаллен                      |
| 1986 | тф | Орлині крила                           | On Wings of Eagles                                             | підполковника Артура Сімонс         |
| 1986 | тф | Барнум                                 | Barnum                                                         | Фінеас Тейлора Барнум               |
| 1986 | тф | Батьки і діти — німецький трагедія     | Väter und Söhne — Eine deutsche Tragödie                       | радник Карл Юліус Деюз              |
| 1986 | ф  | Круті мужики                           | Tough Guys                                                     | Гаррі Дойл                          |
| 1987 | ф  | День перший                            | Il giorno prima                                                | доктор Герберт Монро                |
| 1988 | ф  | Ракета «Гібралтар»                     | Rocket Gibraltar                                               | Леві Роквелл                        |
| 1989 | ф  | Магазин ювеліра                        | La bottega dell'orefice                                        | ювелір                              |
| 1989 | ф  | Поле чудес                             | Field of Dreams                                                | доктор Арчібальд Грем               |
| 1989 | с  | Поліцейські                            | Cops                                                           | ведучий                             |
| 1989 | тф | Заручені                               | I promessi sposi                                               | Кардинал Федериго Борромео          |
| 1990 | тф | Привид опери                           | The Phantom of the Opera                                       | Жерар Каррьєра                      |
| 1990 | тф | Терор на борту: Випадок «Акілле Лауро» | Voyage of Terror: The Achille Lauro Affair                     | Леон Клінгхоффер                    |
| 1991 | тф | Розділені, але рівні                   | Separate But Equal                                             | Джон В. Девіс                       |

### Режисер, продюсер
| Рік  |   | Українська назва        | Оригінальна назва      | Роль                         |
| ---- | - | ----------------------- | ---------------------- | ---------------------------- |
| 1952 | ф | Червоний корсар         | The Crimson Pirate     | продюсер                     |
| 1954 | ф | Апач                    | Apache                 | продюсер                     |
| 1954 | ф | Віра Круз               | Vera Cruz              | продюсер                     |
| 1954 | ф | Господар острова О'Кіф  | His Majesty O'Keefe    | режисер                      |
| 1955 | ф | Людина з Кентуккі       | The Kentuckian         | режисер                      |
| 1955 | ф | Марті                   | Marty                  | продюсер                     |
| 1956 | ф | Трапеція                | Trapeze                | продюсер                     |
| 1957 | ф | Холостяцька вечірка     | The Bachelor Party     | продюсер                     |
| 1957 | ф | Солодкий запах успіху   | Sweet Smell of Success | продюсер                     |
| 1959 | ф | Візьми гігантський крок | Take a Giant Step      | продюсер                     |
| 1960 | ф | Непрощена               | The Unforgiven         | продюсер                     |
| 1968 | ф | Мисливці за скальпами   | The Scalphunters       | продюсер                     |
| 1971 | ф | Вальдес йде             | Valdez Is Coming       | продюсер                     |
| 1972 | ф | Рейд Ульзани            | Ulzana's Raid          | продюсер                     |
| 1974 | ф | Людина півночі          | The Midnight Man       | режисер, продюсер, сценарист |